# Liste des affluents et sous-affluents de l'Hérault
Tableau des affluents et sous-affluents du fleuve côtier l'Hérault.

## Tableau triable par colonnes
| affluent                         | côté  | longueur en km | débit en m3/s | superficie en km2 | hauteur source en m | hauteur aval en m | rang de Strahler |
| -------------------------------- | ----- | -------------- | ------------- | ----------------- | ------------------- | ----------------- | ---------------- |
| Hérault                          | H     | 160,0          | 044           | 2582              | 1435                | 0000              |                  |
| Arre                             | D01   | 023,7          | 005           | 0155              | 0646                | 0185              | 4                |
| Coudoulous                       | D01g1 | 012,6          |               |                   | 1340                | 0236              | 3                |
| Boyne                            | D02   | 024,9          |               | 0077              |                     |                   | 3                |
| Buèges                           | D03   | 012,2          | 002,5         |                   |                     |                   | 3                |
| Lergue                           | D04   | 044,9          | 007           | 0428              |                     |                   | 5                |
| Brèze                            | D04?1 | 007            |               |                   | 0600                | 0201              | 4                |
| Laurounet                        | D04?2 | 007,8          |               |                   |                     |                   | 2                |
| Marguerite                       | D04?3 | 014,3          |               |                   | 0760                | 0062              | 4                |
| Rivernoux                        | D04?4 | 008,3          |               |                   | 0435                | 0095              | 2                |
| Salagou                          | D04?5 | 020,8          | 001           | 0080              | 0356                | 0068              | 3                |
| Soulondre                        | D04?6 | 009,9          |               |                   | 0700                | 0150              | 3                |
| Peyne                            | D05   | 032,9          | 003           | 0120              |                     |                   | 3                |
| Thongue                          | D06   | 033,4          | 000,75        | 0150              |                     |                   | 5                |
| Lène                             | D06?1 | 017,2          |               |                   | 0184                | 0025              |                  |
| Vis                              | D07   | 057,8          | 010           | 0481              | 1300                | 0143              |                  |
| Virenque                         | D07?1 | 024,6          |               |                   | 0875                | 0462              |                  |
| Alzon                            | G01   | 012,5          |               |                   |                     |                   | 2                |
| Lamalou                          | G02   | 015,9          | 002           | 0120              | 0226                | 0102              | 3                |
| Rieutord                         | G03   | 026,3          | 002,65        |                   | 0890                | 0137              | 3                |
| Elbès                            | G03d1 | 006            |               |                   | 0923                | 0314              | 1                |
| Recodier                         | G03g2 | 006,3          |               |                   | 0632                | 0195              | 1                |
| total = 21 cours d'eau affluents | total | yyyy km        |               | 2582 km2          |                     |                   |                  |

## Sources
- SANDRE, « Fiche fleuve l'hérault (Y2--0200) » (consulté le 29 septembre 2008)